# KK Vojvodina
Le Košarkarski Klub Vojvodina Novi Sad, ou KK Nis Vojvodina Novi Sad, est un club serbe de basket-ball basé à Novi Sad. Le club participe à la première division du championnat de Serbie de basket-ball et a participé à la Ligue adriatique.

## Historique
En 1997, le club dénommé Vojvodina fusionne avec le BFC. Nouvelle fusion l'année suivante avec NAP, pour donner le KK Vojvodina. En 2000, le club aurait dû être relégué en 3e division mais sauve sa place grâce à la disparition de Beobanka. En 2005-2006, le club de Novi Sad est invité à participer à la Ligue adriatique.

## Entraîneurs successifs
- 1993-1994 :  Zoran Slavnić
- 1994-2000 :  Darko Ruso
- 2000-2002 :  Milovan Stepandić
- 2002 :  Miodrag Baletić
- 2002-2003 :  Miroslav Nikolić
- 2003-2004 :  Nikola Lazić
- 2004-2005 :  Jovica Arsić
- 2005 :  Vlade Đurović
- 2006-2007 :  Velimir Gašić
- 2008 :  Zoran Sretenović
- 2008-2009 :  Milan Minić
- 2009 :  Vlade Đurović
- 2011-2013 :  Siniša Matić
- 2013-2015 :  Dušan Alimpijević
- 2015-2016 :  Dejan Parežanin

## Joueurs célèbres ou marquants
- Dragan Lukovski
- Sabahudin Bilalović
- Milan Gurović
- Ivan Paunić
- Miljan Pavković

## L'Association de Basketball de Voïvodine
L'Association de Basketball de Voïvodine (KSV) joue un rôle clé dans le développement du basketball dans la région, avec le Club de Basketball Vojvodina occupant une position centrale dans cet écosystème. La KSV organise des compétitions régionales, apporte son soutien à des clubs tels que KK Vojvodina et met en œuvre des programmes pour le développement des jeunes talents. Ses activités sont soutenues par l'entreprise Meridian Sport.